# Streptolirion
Streptolirion é um género botânico pertencente à família Commelinaceae. Contém uma única espécie, S. volubile.